# Vossloh DE 12
Die Vossloh DE 12 ist eine vierachsige dieselelektrische Lokomotive des Herstellers Vossloh, die für den schweren Rangier- und den leichten Streckendienst konzipiert ist. Sie wurde ab 2012 in mehreren Exemplaren gebaut. Die Lokomotiven besitzen im deutschen Fahrzeugeinstellungsregister die Nummer 92 80 4125.

## Entwicklung
Als Weiterentwicklung der MaK DE 1002 bis MaK DE 1004 entstanden diese Lokomotiven 2012 bei Vossloh in Kiel. Der neue Lokomotivtyp wurde entsprechend den Anforderungen der TSI konstruiert und hergestellt. Somit ist ein europaweit länderübergreifender Einsatz vorbereitet.
Zusammen mit diesem Loktyp hat Vossloh auch eine dieselhydraulische Variante mit der Bezeichnung G 12 auf dem Markt gebracht. Vorgestellt wurde die DE 12 auf der InnoTrans 2012. Wegen der Anpassungen an neue Bahnvorschriften wird der Typ als Vertreter der fünften Generation von Mak- bzw. Vossloh-Loks bezeichnet. Im neuen Bezeichnungsschema wird die Motorleistung geteilt durch 100 zum Ausdruck gebracht.

## Technik
Die Konstruktion der Baureihe DE12 ist für den schweren Rangier- und leichten Streckenbetrieb besonders nach den Gesichtspunkten Wirtschaftlichkeit und Ausfallsicherheit ausgelegt. Die bewährte Konstruktion der Vorgängermaschinen wurde nach den Grundsätzen neuester europäischer Normen überarbeitet. So sind der Lokrahmen sowie die Aufbauten der DE 12 nach der Crash-Norm EN 15227 ausgelegt und bieten somit noch mehr Sicherheit für das Lokpersonal bei Unfällen.
Als Antriebsmotor wurde der Achtzylinder-Viertakt-Dieselmotor 8V 4000 R43(L) von MTU verwendet. Dieser Motor ist nach der Abgasstufe EU Stage IIIA ausgelegt. Für noch größere Verringerung der Abgasemission kann zusätzlich noch ein Rußpartikelfilter verwendet werden.
Die Kraftübertragung erfolgt dieselelektrisch mittels Drehstrom-Antriebstechnik. Die Radsätze sind mit Scheibenbremsen versehen.

## Einsatz
Von der Reihe wurden 2012/2013 fünf Exemplare fertiggestellt. Ein Exemplar wurde auf der InnoTrans präsentiert. Diese Lokomotive ist als Mietlok in Betrieb, die anderen vier Maschinen gingen an die BASF und erhielten dort die Bezeichnungen DE 20 bis DE 23.
Die Lok besitzt im deutschen Fahrzeugeinstellungsregister die Nummer 92 80 4125.

### Übersicht
| Bild | Jahr | Besteller           | Land        | Anzahl | Option | Beleg | Bemerkungen/Fahrzeugnummer                   |
| ---- | ---- | ------------------- | ----------- | ------ | ------ | ----- | -------------------------------------------- |
|      | 2012 | Vossloh             | Deutschland | 1      |        | [ 4 ] | Mietlokomotive, 4125 005                     |
|      | 2013 | BASF                | Deutschland | 4      |        | [ 4 ] | DE 20, 21, 22, 23 (4125 001–004)             |
|      | 2020 | Infraserv Logistics | Deutschland | 2      |        | [ 4 ] | 4125 006, 011                                |
|      | 2020 | Vossloh / DB Cargo  | Deutschland | 6      |        | [ 4 ] | Vermietet an DB Cargo, 4125 007–010, 012–013 |
|      |      | Gesamt              |             | 13     | 0      |       |                                              |